# ボアピッチ
ボアピッチとは、レシプロエンジンにおける隣接した気筒の中心間の距離である。

## 概要
通常ボアの値に気筒間壁厚さを加えたものがボアピッチとなる。フォルクスワーゲンなどに見られる狭角V型エンジンの場合、クランクシャフトの構成は直列エンジンと大きな違いはないが、シリンダーを左右に振り分けて重ねており、ボアピッチはボアよりも小さくなっている。そのため、同数気筒の直列エンジンに比べて全長が短い。
クランクシャフトにウェブが必要な水平対向エンジンはもとより、多くのV型6気筒は燃焼（爆発）時期を等間隔とするためにウェブを用いて位相をずらしている関係から、クランクシャフトが片バンク相当の直列エンジンよりも長くなる。そのため、片バンクのボアピッチもより広くなる。